# Aeroport de Milà-Malpensa
L'Aeroport de Milà-Malpensa "Silvio Berlusconi" (codi IATA: MXP, codi OACI: LIMC) (en italià: Aeroporto di Milano-Malpensa "Silvio Berlusconi") és el principal aeroport de Milà. Està localitzat a 39,97 km al nord-oest del centre de la ciutat, repartit entre diferents municipis de la província de Varese, principalment al de Somma Lombardo. Juntament amb els aeroports de Milà-Linate i Bèrgam-Orio al Serio, forma part del sistema aeroportuari milanès.
L'Aeroport de Milà-Malpensa va gestionar 18.947.808 passatgers durant l'any 2010, convertint-se en el segon aeroport més transitat d'Itàlia (després de Roma-Fiumicino) i en el 21è més transitat d'Europa. És el principal centre de connexions de easyJet fora del Regne Unit i de la filial italiana de Lufthansa.

## Història
L'any 1909, els fabricants Giovanni Agusta i Gianni Caproni havien creat prop de la cascina Malpensa (granja Malpensa) un camp d'aviació per fer volar els seus prototips. Amb la incorporació de les estructures militars, el camp va créixer i es va convertir en una escola de pilotatge. Després de la Segona Guerra Mundial, alguns fabricants del poble de Busto Arsizio prop de l'aeròdrom, van participar en la seva rehabilitació i van assumir-ne la gestió amb l'objectiu de fer-lo un nus de desenvolupament per a la indústria del nord de Milà. El 1948, l'aeroport s'obre oficialment al tràfic aeri comercial i passa a anomenar-se Aeroporto Città di Busto Arsizio. Poc després, la ciutat de Milà entra dins el capital de la Società Aeroporto di Busto fins a predre'n el control. El 1995, la ciutat de Milà i la província de Milà van restar definitivament implicats en la gestió de l'aeroport i la van convertir en la Società Esercizi Aeroportuali.
L'any 1960, els vols nacionals i europeus són transferits a l'Aeroport de Milà-Linate, reduint a Malpensa a la categoria d'Aeroporto Intercontinentale di Milano e del nord Italia. L'estructura desenvolupada en aquesta època equivalia a l'actual Terminal 2. La segona fase de senvolupament de l'aeroport (Progetto Malpensa 2000) és la que va portar a construir una nova terminal de passatgers, la Terminal 1, inaugurada l'any 1998.

## Terminals
- Terminal 1: Està dividida en tres seccions; 1A, 1B i 1C. La terminal 1A s'encarrega dels vols domèstics i a l'interior de l'espai Schengen, la terminal 1B s'encarrega dels vols a l'exterior de l'espai Schengen i la terminal 1C es troba en construcció.
- Terminal 2: És utilitzada per l'aerolínia de baix cost easyJet. Anteriorment, la terminal 2 s'encarregava dels vols xàrter que actualment s'operen des de la terminal 1.

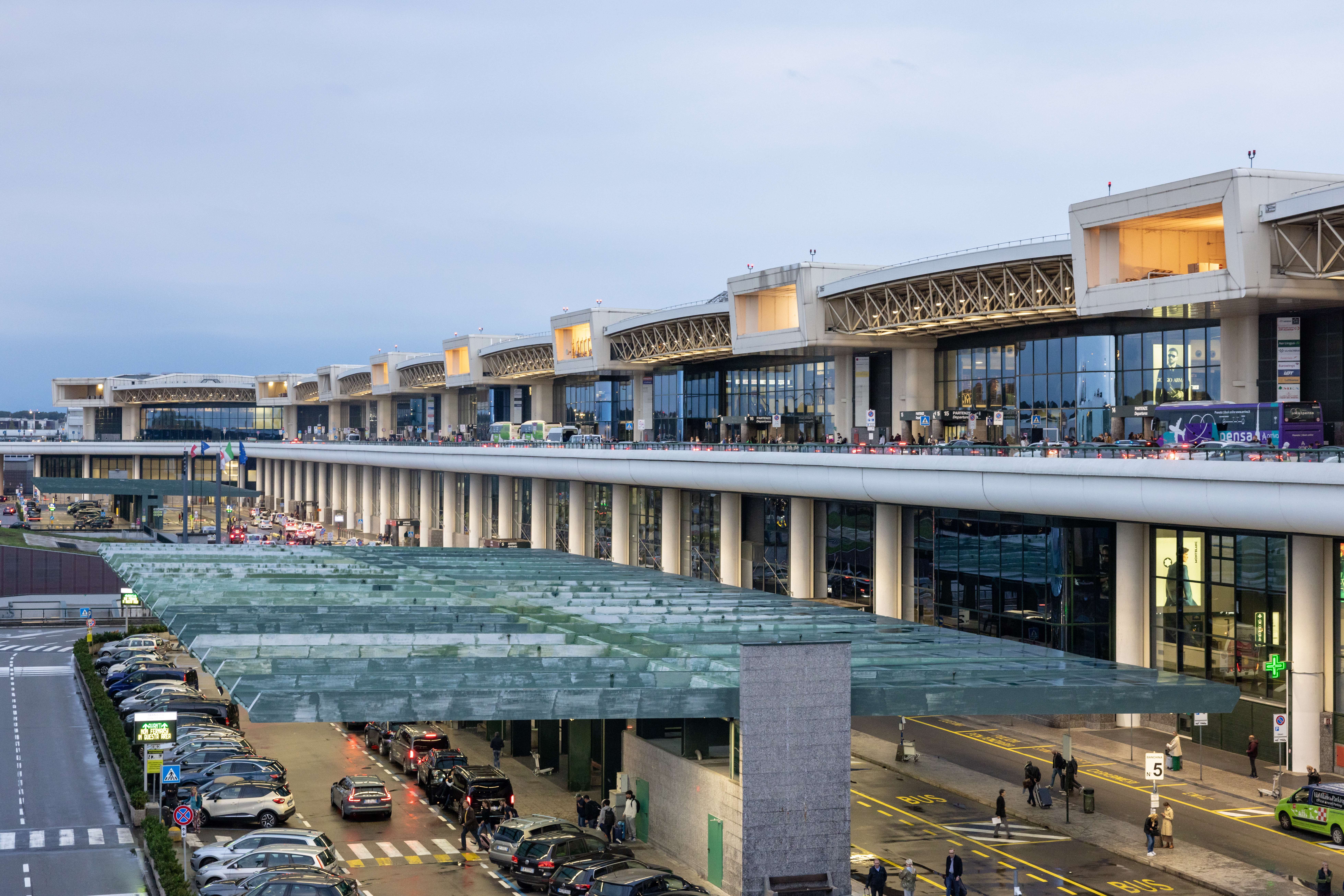
vista exterior de la Terminal 1.
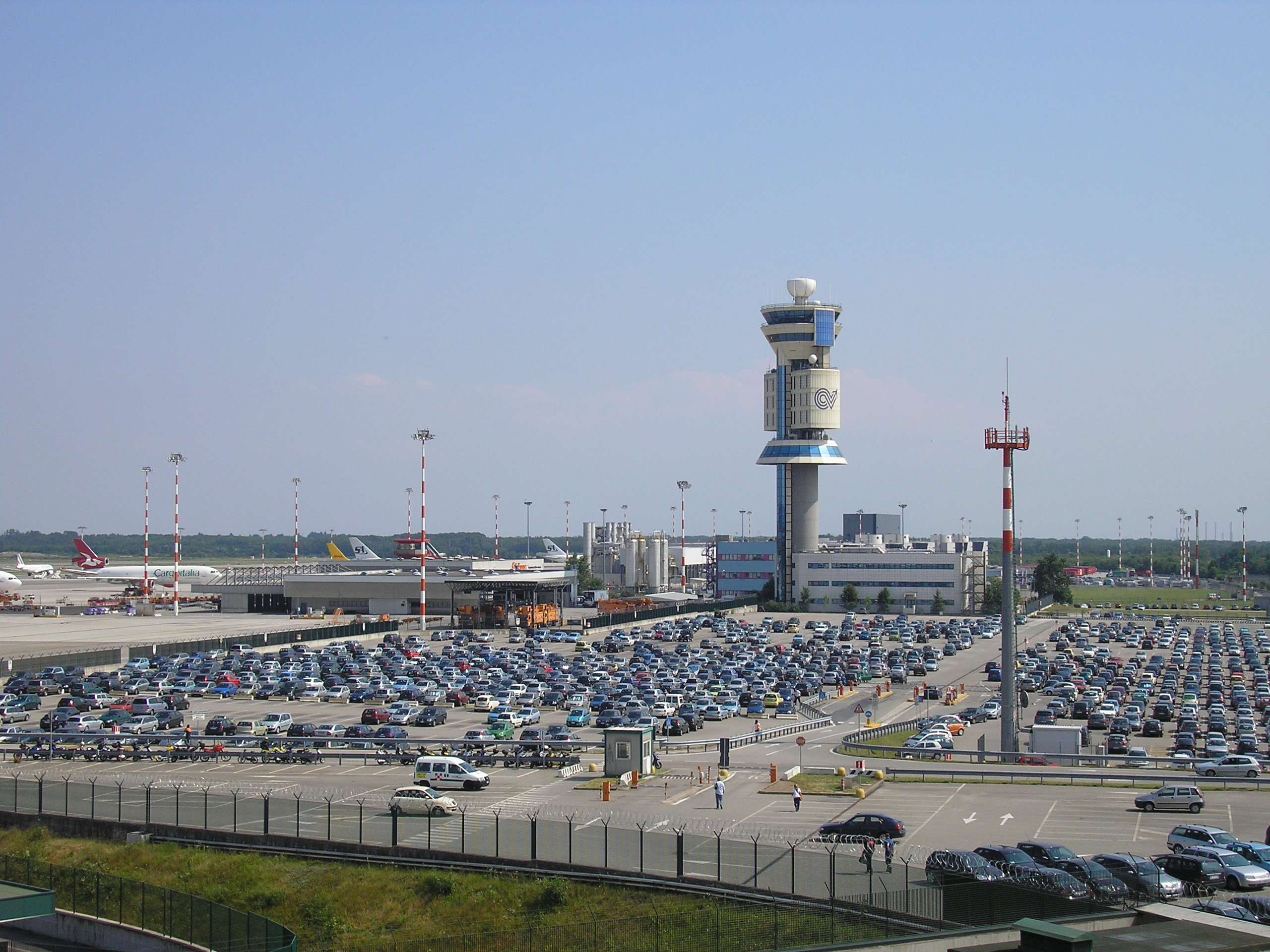
Torre de control de l'aeroport.
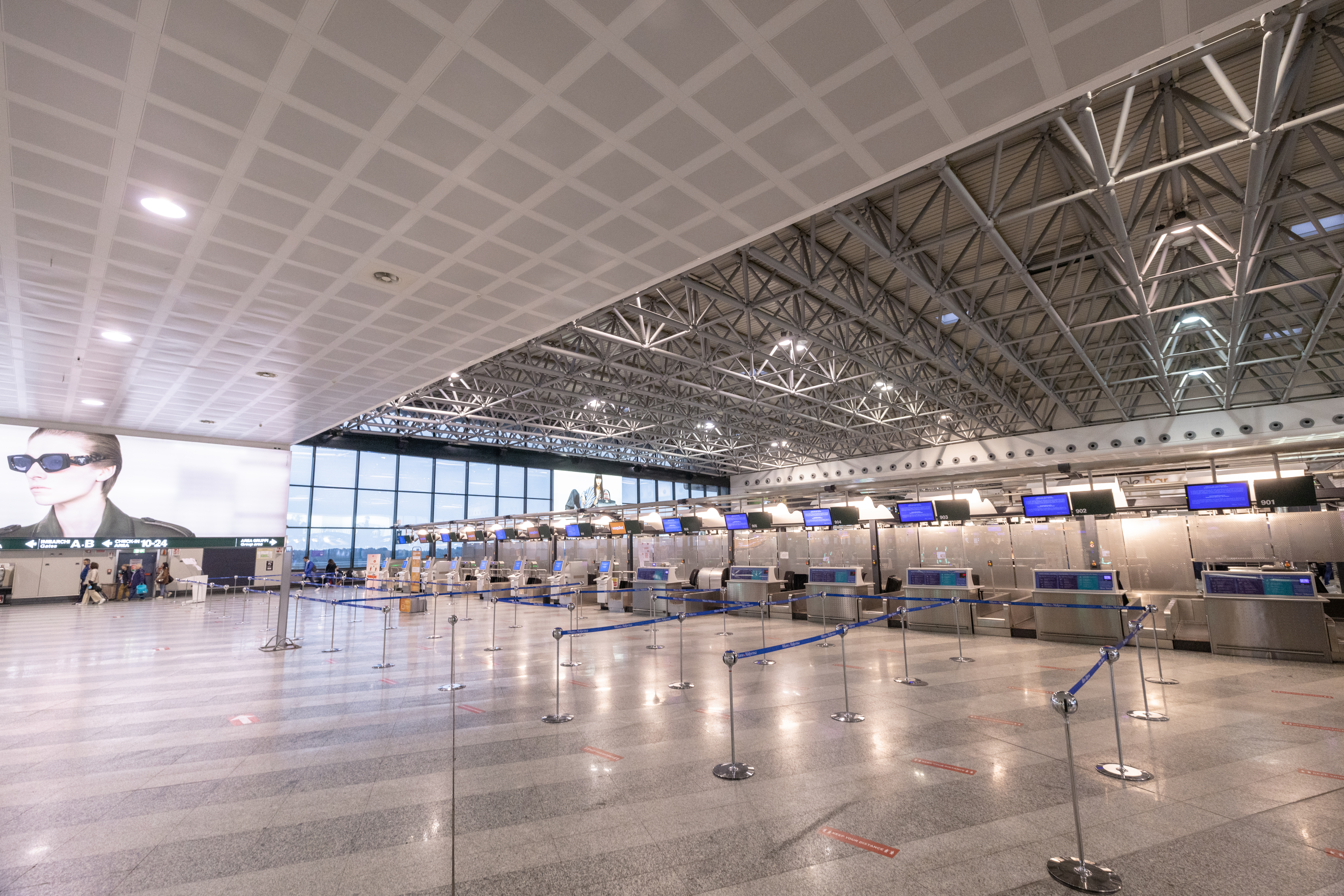
Vestíbul de facturació de la Terminal 1.
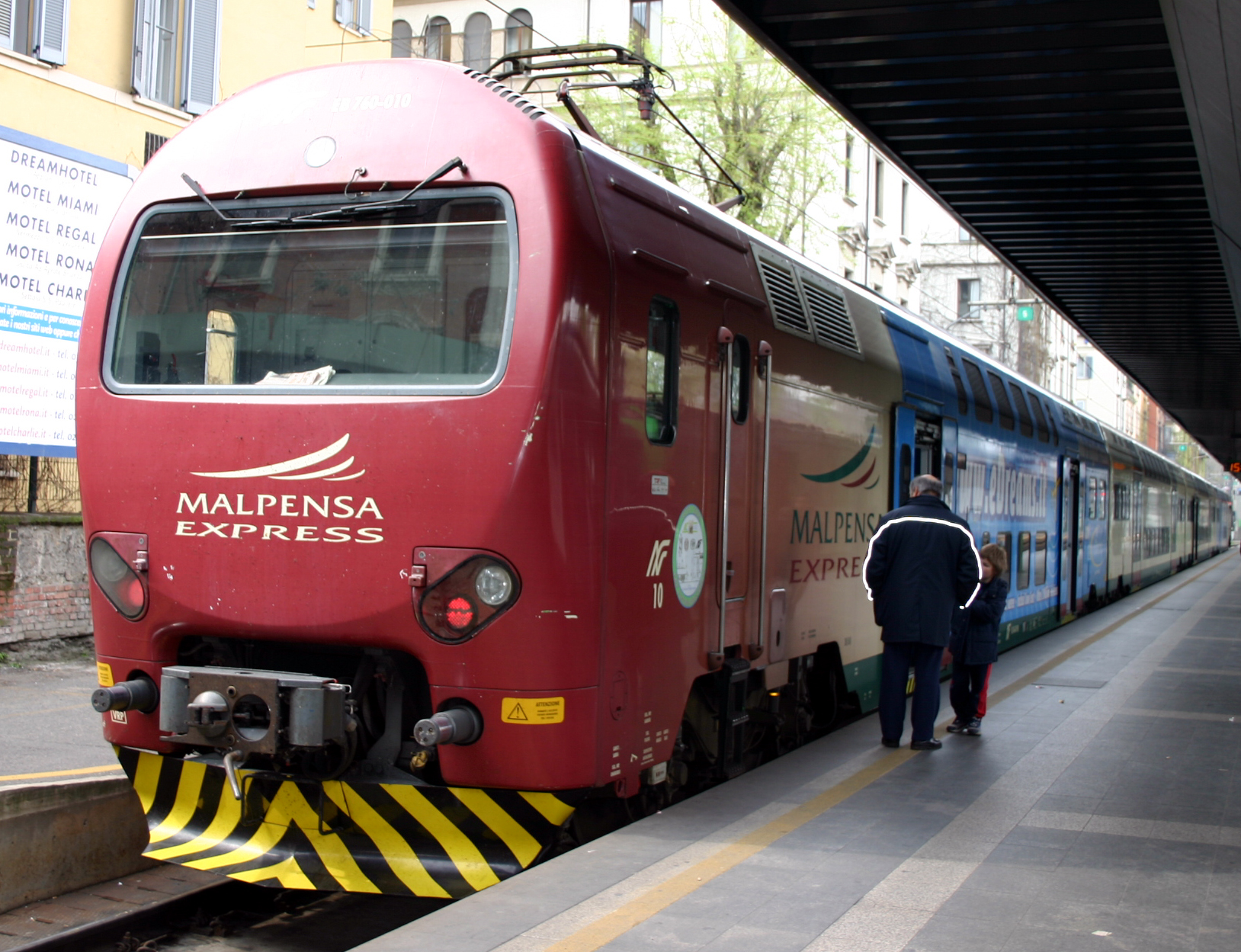
Malpensa Express, connecta l'aeroport amb Milà.

## Aerolínies i destinacions
| Aerolínies                                       | Destinacions | Terminal |
| ------------------------------------------------ | --- | -------- |
| Aegean Airlines                                  | Atenes, Heraklion, Míkonos, Santorí | 1A       |
| Aer Lingus                                       | de temporada: Dublín | 1B       |
| Aeroflot                                         | Moscou-Xeremètievo | 1B       |
| Afriqiyah Airways                                | Trípoli | 1B       |
| Aigle Azur                                       | París-Orly | -        |
| Air Algérie                                      | Alger | 1B       |
| Air China                                        | Pequín-Capital, Xangai-Pudong | 1B       |
| Air France                                       | París-Charles de Gaulle | 1A       |
| Air France operat per HOP!                       | Lió, Nantes, Tolosa de Llenguadoc | 1A       |
| Air Italy                                        | Barcelona, Copenhaguen, Dublín, Heraklion, Eivissa, Kos, Menorca, Olbia, Palma, Rodes, Skiathos | 1A       |
| Air Italy                                        | Bangkok, Boa Vista, Cartagena, Dubai, Edimburg, Fortaleza, La Romana, Luxor, Maceió, Mersa Matruh, Mombasa, Natal, Nosy Be, Porto Seguro, Salvador da Bahia, Xarm el-Xeikh, Recife | 1B       |
| Air Malta                                        | Malta | 1A       |
| Air Mauritius                                    | Maurici | 1B       |
| Air Moldova                                      | Chişinău | 1B       |
| Alitalia                                         | Roma-Fiumicino | 1A       |
| Alitalia                                         | Miami, Moscou-Xeremètievo, Nova York-JFK, Tokyo-Narita | 1B       |
| Alitalia operat per Air Alps                     | Salern | 1A       |
| American Airlines                                | Nova York-JFK | 1B       |
| Atlasjet                                         | Antalya | 1B       |
| Austrian Airlines                                | Viena | 1A       |
| Azerbaijan Airlines                              | Bakú | 1B       |
| Belavia                                          | Minsk | 1B       |
| Blu-express                                      | Bodrum, Istanbul-Sabiha Gökçen de temporada: Lampedusa, Pantelleria | 1A       |
| Blue Air                                         | Antalya | 1A       |
| Blue Panorama Airlines                           | Heraklion, Lampedusa, Lourdes, Rodes, Santorí | 1A       |
| Blue Panorama Airlines                           | Antalya, Aruba, Bangkok-Suvarnabhumi, Bodrum, Cancún, Cayo Largo del Sur, Curaçao, Freeport, L'Havana, La Romana, Marsa Alam, Mersa Matruh, Mombasa, Montego Bay, Phuket, Punta Cana, Roatán, Santa Clara, São Luís, Varadero, Yangon de temporada: Fort Lauderdale | 1B       |
| British Airways                                  | Londres-Heathrow | 1B       |
| Brussels Airlines                                | Brussel·les | 1A       |
| Bulgaria Air                                     | Sofia | 1B       |
| Cabo Verde Airlines                              | Ilha do Sal | 1B       |
| Cathay Pacific                                   | Hong Kong | 1B       |
| Cyprus Airways                                   | Larnaca | 1B       |
| Czech Airlines                                   | Praga | 1A       |
| Delta Air Lines                                  | Atlanta, Nova York-JFK | 1B       |
| EasyJet                                          | Agadir, Amsterdam, Atenes, Barcelona, Bari, Berlin-Schönefeld, Bordeus, Bríndisi, Bristol, Brussel·les, Bucarest-Henri Coandă, Càller, Casablanca, Catània, Copenhaguen, Corfú, Edimburg, Eivissa, Lamezia Terme, Londres-Gatwick, Londres-Luton, Lisboa, Lyon, Madrid, Màlaga, Malta, Marrakech, Míkonos, Nàpols, Olbia, Palerm, Palma, París-Charles de Gaulle, Porto, Praga, Roma-Fiumicino, Split, Tessalònica, Toulouse de temporada: Dubrovnik, Heraklion, Rodes, Santorí | 2        |
| EgyptAir                                         | El Caire | 1B       |
| El Al                                            | Tel-Aviv–Ben Gurion | 1B       |
| ElbaFly                                          | de temporada: Elba | 1A       |
| Emirates                                         | Dubai | 1B       |
| Ethiopian Airlines                               | Addis Abeba | 1B       |
| Etihad Airways                                   | Abu Dhabi | 1B       |
| Europe Airpost                                   | Lourdes | 1A       |
| Europe Airpost                                   | Tànger | 1B       |
| Finnair                                          | Hèlsinki | 1A       |
| Flybe                                            | Birmingham, Manchester | 1B       |
| Germanwings                                      | Colònia/Bonn, Hannover | 1A       |
| Gulf Air                                         | Bahrain | 1B       |
| Iberia                                           | Madrid | 1A       |
| Icelandair                                       | de temporada: Reykjavík-Keflavík | 1A       |
| Iran Air                                         | Tehran-Imam Khomeini | 1B       |
| Jet Airways                                      | Delhi | 1B       |
| Jet4you                                          | Casablanca | 1B       |
| KLM                                              | Amsterdam | 1A       |
| Korean Air                                       | Seül-Incheon | 1B       |
| Libyan Airlines                                  | Trípoli | 1B       |
| LOT Polish Airlines                              | Varsòvia | 1A       |
| Lufthansa                                        | Barcelona, Bari, Budapest, Catània, Düsseldorf, Frankfurt, Hamburg, Lisboa, Múnic, Nàpols, Palerm, París-Charles de Gaulle, Praga, Estocolm-Arlanda, Varsòvia de temporada: Càller, Eivissa, Olbia, Palma | 1A       |
| Lufthansa                                        | Londres-Heathrow | 1B       |
| Lufthansa Regional operat per Air Dolomiti       | Múnic | 1A       |
| Lufthansa Regional operat per Contact Air        | Stuttgart | 1A       |
| Lufthansa Regional operat per Eurowings          | Düsseldorf, Hamburg | 1A       |
| Lufthansa Regional operat per Lufthansa CityLine | Düsseldorf, Hamburg | 1A       |
| Luxair                                           | Luxemburg | 1A       |
| Meridiana                                        | Atenes, Boa Vista, Càller, Fuerteventura, Heraklion, Eivissa, Kos, Lampedusa, Lourdes, Menorca, Olbia, Tenerife-South, Tortolì de temporada: Mykonos, Rodes, Santorí | 1A       |
| Meridiana                                        | Alexandria-Borg El Arab, Antalya, Cairo, Chişinău, Colombo, Dakar, Dalaman, Hurghada, Mahé, Malé, Marsa Alam, Mauritius, Mersa Matruh, Mombasa, Mostar, Xarm el-Xeikh, Tel-Aviv, Zanzibar | 1B       |
| Middle East Airlines                             | Beirut | 1B       |
| Montenegro Airlines                              | Podgorica | 1A       |
| Norwegian Air Shuttle                            | Oslo-Gardermoen | 1A       |
| Oman Air                                         | Masqat | 1B       |
| Pakistan International Airlines                  | Islamabad, Lahore | 1B       |
| Qatar Airways                                    | Doha | 1B       |
| Rossiya                                          | Sant Petersburg | 1B       |
| Royal Air Maroc                                  | Casablanca, Marrakech | 1B       |
| Royal Jordanian                                  | Amman-Reina Alia | 1B       |
| RusLine                                          | Krasnodar | 1B       |
| Saudi Arabian Airlines                           | Jiddah, Riyadh | 1B       |
| Scandinavian Airlines                            | Copenhaguen, Oslo-Gardermoen | 1A       |
| Sky Airlines                                     | de temporada: Antalya | 1B       |
| Skybridge AirOps                                 | Perugia | 1A       |
| Skybridge AirOps                                 | Xarm el-Xeikh | 1B       |
| Sky Work Airlines                                | Berna | 1B       |
| Singapore Airlines                               | Singapur | 1B       |
| SriLankan Airlines                               | Colombo | 1B       |
| Sun d'Or International Airlines                  | de temporada: Tel-Aviv–Ben Gurion | 1B       |
| SunExpress                                       | de temporada: Antalya, Esmirna, Istanbul-Sabiha Gokcen | 1B       |
| Swiss International Air Lines                    | Zuric | 1A       |
| Syrian Air                                       | Alep, Damasc | 1B       |
| TAM Airlines                                     | São Paulo-Guarulhos | 1B       |
| TAP Portugal                                     | Lisboa, Porto | 1A       |
| Thai Airways International                       | Bangkok-Suvarnabhumi | 1B       |
| Transavia.com                                    | Rotterdam | 1A       |
| Tunisair                                         | Djerba, Enfidha, Monastir, Tabarka, Tozeur, Tunis | 1B       |
| Turkish Airlines                                 | Antalya, Istanbul-Atatürk | 1B       |
| Twin Jet                                         | Ginebra, Marsella | 1A       |
| Ukraine International Airlines                   | Ivano-Frankovsk, Kíev-Boryspil | 1B       |
| Uzbekistan Airways                               | Taixkent | 1B       |
| Vueling Airlines                                 | Barcelona, Bilbao, València de temporada: Eivissa, Palma | 1A       |
| Wind Jet                                         | Catània | 1A       |